# Fred Gérard
Fred Gérard (* 18. März 1924 in Besançon; † 26. Dezember 2012 in Ivry-sur-Seine) war ein französischer Jazztrompeter (auch Arrangeur und Komponist) des Swing und der Unterhaltungsmusik.

## Leben und Wirken
Fred Gérard spielte Ende der 1940er-Jahre in den Swing-Orchestern von Alix Combelle (1948/49, 1953), Jacques Hélian (1949–51), Aimé Barelli (1951), außerdem mit Django Reinhardt, Noël Chiboust und Hubert Rostaing (1953).
Zu seinen Vorbildern gehörten Louis Armstrong, Jonah Jones, Roy Eldridge und Charlie Shavers. Im Orchester des Pariser Lido hatte Gérard 1953 den Posten des ersten Trompeters.; unter eigenem Namen (Orchestra Fred Gérard) nahm er 1959 Unterhaltungsmusik für Ducretet Thomson auf („Mon Homme“).  Anfang der 1960er-Jahre leitete er das Ensemble Five Trumpets (u. a. mit Roger Guérin und Henri Van Haeke); auf Festival erschienen u. a. die EPs Trompette insolite, Fred Gerard sa trompette et ses Five Trumpet's und Fred Gérard et sa Trompette. Im Bereich des Jazz war er zwischen 1950 und 1975 an 53 Aufnahmesessions beteiligt, u. a. mit Gigi Gryce, Jack Diéval, Eddie Barclay, Pierre Michelot und Maxim Saury. Auch spielte er bei Christian Chevallier (1955–59), André Persiani (1955–58), Claude Bolling (1956–57), Michel Legrand (1956–57), Martial Solal (1956–58), Géo Daly, Lucky Thompson, Michel de Villers und Harry Belafonte (1959); in den nächsten Jahrzehnten arbeitete er außerdem mit Judy Garland (1960), Pierre Michelot (1963), Dany Doriz (1966), den Paris Jazz All Stars um Ivan Jullien (1966), Jean-Claude Naude (1967), ferner mit Sonny Grey (1970), Slide Hampton (1970) und Claude Luter (1972).
In seinen späteren Jahren war er Mitglied des Hot Club de Lyon; Anfang der 1990er-Jahre spielte er in  Michel Laplace’s Trumpet Workshop, für den er auch komponierte. Fred Gérard war außerdem als Musikpädagoge aktiv und schrieb das Lehrbuch Approche Méthodique Moderne (1985). Zu seinen Schülern gehörte u. a. Gilles Zabezinski.